# Liste der Fahnenträger der dschibutischen Mannschaften bei Olympischen Spielen
Die Liste der Fahnenträger der dschibutischen Mannschaften bei Olympischen Spielen listet chronologisch alle Fahnenträger dschibutischer Mannschaften bei den Eröffnungs- (EF) und Abschlussfeiern (AF) Olympischer Spiele auf.

## Liste der Fahnenträger
| Mannschaft             | Veranstaltung | Fahnenträger (EF)       | Fahnenträger (AF)          |
| ---------------------- | ------------- | ----------------------- | -------------------------- |
| 1984 in Los Angeles    | Sommerspiele  | Djama Robleh            |                            |
| 1988 in Seoul          | Sommerspiele  | Ahmed Salah             |                            |
| 1992 in Barcelona      | Sommerspiele  |                         |                            |
| 1996 in Atlanta        | Sommerspiele  | Ahmed Salah             |                            |
| 2000 in Sydney         | Sommerspiele  | Djama Robleh            |                            |
| 2008 in Peking         | Sommerspiele  | Ahmed Salah             | (T) Moussa Engueh Fardouza |
| 2012 in London         | Sommerspiele  | Zourah Ali              | Yasmin Farah               |
| 2016 in Rio de Janeiro | Sommerspiele  | Abdi Waiss Mouhyadin    | Mohamed Ismail Ibrahim     |
| 2020 in Tokio          | Sommerspiele  | Aden-Alexandre Houssein | Zourah Ali                 |
| 2024 in Paris          | Sommerspiele  | Samiyah Hassan Nour     | Hassan Bouh Ibrahim        |
| 2024 in Paris          | Sommerspiele  | Mohamed Ismail Ibrahim  | Hassan Bouh Ibrahim        |

Anmerkung: (EF) = Eröffnungsfeier, (AF) = Abschlussfeier, (T) = Trainer

## Statistik
| Rang    | Sportart       | EF | AF | ∑  |
| ------- | -------------- | -- | -- | -- |
| 1       | Leichtathletik | 9  | 3  | 12 |
| 2       | Judo           | 1  | 0  | 1  |
| 2       | Tischtennis    | 0  | 1  | 1  |
| 2       | Trainer        | 0  | 1  | 1  |
| Gesamt: | Gesamt:        | 10 | 5  | 15 |

| Rang                   | Sportart | EF | AF | ∑ |
| ---------------------- | -------- | -- | -- | - |
| bisher keine Teilnahme |          |    |    |   |
| Gesamt:                | Gesamt:  | 0  | 0  | 0 |

| Rang    | Sportart       | EF | AF | ∑  |
| ------- | -------------- | -- | -- | -- |
| 1       | Leichtathletik | 9  | 3  | 12 |
| 2       | Judo           | 1  | 0  | 1  |
| 2       | Tischtennis    | 0  | 1  | 1  |
| 2       | Trainer        | 0  | 1  | 1  |
| Gesamt: | Gesamt:        | 10 | 5  | 15 |